# Norman Ohler
Norman Ohler (Zweibrücken, 4 de febrero de 1970) es un escritor, novelista de superventas y guionista alemán, principalmente conocido por su libro Blitzed: Drugs in Nazi Germany (traducido al español como El gran delirio: Hitler, drogas y el III Reich), el cual ha sido traducido a más de treinta idiomas.

## Biografía
Norman Ohler nació en Zweibrücken (Alemania Occidental) en 1970 y asistió a la escuela de periodismo en Hamburgo. En 1995 publicó Die Quotenmaschine, la primera novela de hipertexto del mundo en alemán. Su segunda novela, Mitte, se publicó en 2001 y fue elogiada por la revista alemana Der Spiegel como su «obra maestra», seguida por la tercera, Ponte City, en 2002. Estas tres novelas forman la trilogía de la ciudad de Ohler. En 2004, el Goethe-Institut alemán invitó a Ohler a actuar como escritor residente en Ramala. Allí, escribió sobre la vida de los palestinos en Cisjordania y publicó la última entrevista que dio Yassir Arafat, poco antes de su muerte. También trabajó como escritor residente en Tel Aviv y Jerusalén. En 2008 coescribió el guion de la película Palermo Shooting junto con su director Wim Wenders, protagonizada por Dennis Hopper.
En septiembre de 2015 la editorial alemana Kiepenheuer & Witsch publicó el primer trabajo de no ficción de Ohler, Der totale Rausch: Drogen im Dritten Reich, al año siguiente el libro apareció en inglés titulado como Blitzed: Drugs in Nazi Germany. Tras su publicación en los EE. UU., se convirtió en un éxito de ventas del New York Times. En el libro, Ohler investiga qué papel desempeñaron las drogas psicoactivas, en particular los estimulantes como la metanfetamina, en la historia militar de la Segunda Guerra Mundial, y concluyó que muchos de los líderes militares y políticos alemanes, especialmente Adolf Hitler, abusaron de las drogas psicoactivas durante la guerra.
El libro fue elogiado por algunos historiadores: así Antony Beevor lo definió como «un trabajo de investigación notable. El relato de Ohler nos hace ver este período densamente estudiado de manera bastante diferente»; el historiador británico Ian Kershaw lo describió como «muy bueno y extremadamente interesante [...] un trabajo académico serio y muy bien investigado»; y Hans Mommsen, uno de los principales historiadores de Alemania, se refiere al libro como «cambiando el panorama general».
Sin embargo, otros historiadores no estuvieron de acuerdo con el enfoque de Ohler. El historiador alemán, Nikolaus Wachsmann, escribió que Ohler «parece mezclar realidad y ficción. [...] Le da sabor a la evidencia, agrega referencias a la cultura pop (Teutonic Easy Riders) y la adorna con elegantes juegos de palabras ("High Hitler"). Queda por ver si esta receta atraerá a los lectores anglófonos. Tomando prestado el estilo de Ohler: ¿experimentarán un gran alboroto o un mal viaje?». Dagmar Herzog expresó la opinión de que «el análisis de Ohler no resiste un examen minucioso. [...] Cualquiera que busque una comprensión más profunda del período nazi debe desconfiar de un libro que proporciona más distracción y distorsión que clarificación». James Pugh juzgó que si bien el libro es una «pieza interesante y entretenida de la historia periodística», era «inquietante en función de su tono, erudición y compromiso con la literatura». Richard J. Evans, Profesor Regius de Historia en la Universidad de Cambridge de 2008 a 2014, autor de Historia del Tercer Reich, llamó al libro «un relato grosero y peligrosamente inexacto». También escribió que el libro es «moral y políticamente peligroso» , porque implica que Hitler no fue responsable de sus acciones. Ohler rechazó esta afirmación. Evans respondió que: «Blitzed no pertenece al mundo de la historia seria, sino al nuevo panorama de la posverdad y los hechos alternativos.
En 2020 apareció su segundo libro de no ficción: Harro und Libertas: Eine Geschichte von Liebe und Widerstand (titulado en español: Los infiltrados: La historia de los amantes que guiaron a la resistencia alemana). «Una historia detallada y meticulosamente investigada sobre un par de jóvenes resistentes alemanes que se lee como un thriller» —escribió sobre el libro el The New York Times—. Mientras que Antony Beevor, lo describió como: «Una historia de amor, increíble valentía y abnegación [...] brillantemente contada».

## Obras

### Novelas
- — (1998). Die Quotenmaschine Roman (en alemán) (1.ª edición). Kiepenheuer & Witsch. ISBN 978-3-462-04983-1. OCLC 1114525210.
- — (2001). Mitte Roman (en alemán) (1.ª edición). Kiepenheuer & Witsch. ISBN 978-3-462-04984-8. OCLC 1114555395.
- — (2003). Stadt des Goldes Roman (en alemán) (1.ª edición). Kiepenheuer & Witsch. ISBN 978-3-462-04985-5. OCLC 1114559249.
- — (2017). Die Gleichung des Lebens Roman (en alemán) (1.ª edición). Kiepenheuer & Witsch. ISBN 978-3-462-04968-8. OCLC 986995608.

### Ensayos
- — (2016). Der totale Rausch: Drogen im Dritten Reich (en alemán) (1.ª edición). Kiepenheuer & Witsch. ISBN 978-3-462-05035-6. OCLC 964392709.

- — (2019). Harro und Libertas – Eine Geschichte von Liebe und Widerstand (en alemán) (1.ª edición). Kiepenheuer & Witsch. ISBN 978-3-462-00150-1. OCLC 1256438774.

- — (2024). Tripped: Nazi Germany, the CIA, and the Dawn of the Psychedelic Age (en inglés) (1.ª edición). Mariner Books. ISBN 978-0-358-64650-1.

### Películas
- Palermo Shooting, guionista (2008).[25][26]